# Lijst van oorlogsmonumenten in Gooise Meren
De gemeente Gooise Meren heeft 9 oorlogsmonumenten. Hieronder een overzicht.
| Nr.                             | Object | Herdachte groep                                                    | Ontwerper                                                   | Onthulling       | Type               | Locatie                                     | Plaats       | Coördinaten                   | Foto |
| ------------------------------- | --- | ------------------------------------------------------------------ | ----------------------------------------------------------- | ---------------- | ------------------ | ------------------------------------------- | ------------ | ----------------------------- | --- |
| 304                             | Monument in de Spieghelkerk | Burgerslachtoffers, verzet                                         |                                                             |                  | plaquette          | Nieuwe 's-Gravelandseweg 34, 1405 HM        | Bussum       | 52° 16' 11" NB, 5° 9' 5" OL   | Monument in de Spieghelkerk |
| 1355                            | Plaquette in het NS-station Naarden-Bussum. De tekst op de plaquette luidt: 1940 -1945 TER GEDACHTENIS AAN DEN GEVALLENE JACKLE MIEDEMA. Onder de naam is een afbeelding van een gevleugeld wiel aangebracht. Dit is het voormalige symbool van de Nederlandse Spoorwegen. Het gedenkteken is een uniforme plaquette die is aangebracht in 110 Nederlandse stationsgebouwen. De naam van het omgekomen personeelslid staat ook vermeld op het Monument voor het Gevallen Spoorwegpersoneel in Utrecht | Spoorwegmedewerkers                                                | Ir. H.G.J. Schelling (ontwerp), H.J. Winkelman (uitvoering) | 1948             | plaquette          | Stationsweg                                 | Gooise Meren | 52° 16' 26" NB, 5° 9' 60" OL  | Plaquette in het NS-station Naarden-Bussum. De tekst op de plaquette luidt: 1940 -1945 TER GEDACHTENIS AAN DEN GEVALLENE JACKLE MIEDEMA. Onder de naam is een afbeelding van een gevleugeld wiel aangebracht. Dit is het voormalige symbool van de Nederlandse Spoorwegen. Het gedenkteken is een uniforme plaquette die is aangebracht in 110 Nederlandse stationsgebouwen. De naam van het omgekomen personeelslid staat ook vermeld op het Monument voor het Gevallen Spoorwegpersoneel in Utrecht |
| 1535                            | Monument op de Joodse begraafplaats | vervolgden Nederland                                               | Heinrich Schöngut                                           | 1948             | begraafplaats/graf | Googweg 6, 1399                             | Muiderberg   | 52° 19' 20" NB, 5° 6' 25" OL  | Meer afbeeldingen |
| 1815                            | Monument voor de gevallenen. Een in Franse kalksteen uitgevoerd beeld van een treurende vrouwenfiguur met in haar handen een bos bloemen en het verzetskruis. | Allen, Verzet Nederland                                            | Nicolaas van der Kreek (31-01-1896)                         | 8 oktober 1949   | beeld/sculptuur    | Frederik van Eedenweg, 1401 GA              | Bussum       | 52° 16' 39" NB, 5° 10' 20" OL | Monument voor de gevallenen. Een in Franse kalksteen uitgevoerd beeld van een treurende vrouwenfiguur met in haar handen een bos bloemen en het verzetskruis. |
| 1818                            | Oorlogsmonument Natuurstenen gedenknaald met als top een bloem in reliëf. Steen met de tekst: In de wrede strijd gevoerd in de jaren negentienhonderd veertig tot negentienhonderd vijf en veertig offerden wij ons leven voor 's mensen vrijheid. | allen                                                              | Marius Duintjer                                             | 1949             | zuil               | Burg. van Wettumweg, 1411 EJ                | Naarden      | 52° 17' 33" NB, 5° 9' 30" OL  | Oorlogsmonument Natuurstenen gedenknaald met als top een bloem in reliëf. Steen met de tekst: In de wrede strijd gevoerd in de jaren negentienhonderd veertig tot negentienhonderd vijf en veertig offerden wij ons leven voor 's mensen vrijheid. |
| 1819                            | Monument aan de Thierensweg | burgerslachtoffers                                                 | J.W. Heystee                                                | 30 december 1946 | gedenksteen        | Thierensweg, 1411 EW                        | Naarden      | 52° 17' 18" NB, 5° 9' 37" OL  | Monument aan de Thierensweg |
| 3528                            | Monument op de Joodse begraafplaats | Vervolgden Nederland                                               |                                                             |                  | gedenkmuur         | Amersfoortsestraatweg, Bussum, 1401 CV      | Bussum       | 52° 16' 54" NB, 5° 10' 50" OL | |
| 4307                            | Halifax monument | Geallieerde militairen                                             | Hans Kroon                                                  | 5 september 2020 | reliëf             | Zuidpolderweg 3-5, 1398PM                   | Muiden       |                               | |
|                                 | Plaquette in de Maria- of Koepelkerk | Parochianen St.-Vitusparochie                                      | Arnold Pijpers                                              |                  | plaquette          | Brinklaan, Gooise Meren, 1404               | Bussum       | 52° 16' 38" NB, 5° 9' 44" OL  | Plaquette in de Maria- of Koepelkerk |
|                                 | graf van Fritjof Dudok van Heel | verzet Nederland, militairen in dienst van het Ned. Kon. 1940-1945 |                                                             |                  | grafmonument       | Oude begraafplaats van Naarden              | Bussum       |                               | |
|                                 | graf van Willem Rooseboom | militairen in dienst van het Ned. Kon. 1940-1945                   |                                                             |                  | grafmonument       | Oude begraafplaats van Naarden              | Bussum       |                               | |
|                                 | graf van Tjeerd van der Veer | burgerslachtoffers                                                 |                                                             |                  | grafmonument       | Oude begraafplaats van Naarden              | Bussum       |                               | |
|                                 | Verzetsplaquette aangebracht aan zijgevel woning in Bussum-Zuid | Bussumse verzetsmensen omgekomen tijdens WOII                      | Historische Kring Bussum                                    | 2020             | plaquette          | P.M.A. Versteeghstraat                      | Bussum       |                               | Verzetsplaquette aangebracht aan zijgevel woning in Bussum-Zuid |
| Dit oorlogsmonument op Wikidata | Stolpersteine | vervolgden Nederland                                               | Gunter Demnig                                               |                  | reliëf             | Zie Lijst van Stolpersteine in Gooise Meren | Gooise Meren |                               | Meer afbeeldingen |

Aalsmeer ·
Alkmaar ·
Amstelveen ·
Amsterdam ·
Bergen ·
Beverwijk ·
Blaricum ·
Bloemendaal ·
Castricum ·
Den Helder ·
Diemen ·
Dijk en Waard ·
Drechterland ·
Edam-Volendam ·
Enkhuizen ·
Gooise Meren ·
Haarlem ·
Haarlemmermeer ·
Heemskerk ·
Heemstede ·
Heiloo ·
Hilversum ·
Hollands Kroon ·
Hoorn ·
Huizen ·
Koggenland ·
Landsmeer ·
Laren ·
Medemblik ·
Oostzaan ·
Opmeer ·
Ouder-Amstel ·
Purmerend ·
Schagen ·
Stede Broec ·
Texel ·
Uitgeest ·
Uithoorn ·
Velsen ·
Waterland ·
Weesp ·
Wijdemeren ·
Wormerland ·
Zaanstad ·
Zandvoort